# Arabi (Louisiane)
Pour les articles homonymes, voir Arabi.
Arabi est une census-designated place de la paroisse de Saint-Bernard, en Louisiane, aux États-Unis. 